# Liste der Kulturdenkmale in Schlierbach (Heidelberg)
In der Liste der Kulturdenkmale in Schlierbach (Heidelberg) sind alle unbeweglichen Bau- und Kunstdenkmale des Heidelberger Stadtteils Schlierbach aufgelistet, die in der Denkmaltopographie Stadtkreis Heidelberg. (= Teilband 1 und 2 der Denkmaltopographie Bundesrepublik Deutschland, Kulturdenkmale in Baden-Württemberg Band II.5.2, herausgegeben von Melanie Mertens. Jan Thorbecke Verlag 2013) verzeichnet sind, ISBN 978-3-7995-0426-3. In der Stadt Heidelberg befinden sich rund 2900 denkmalgeschützte Gebäude.
Sie ist auf dem Stand von 2012/13 und verzeichnet sind die nachfolgenden unbeweglichen Bau- und Kunstdenkmäler.
Diese Liste ist nicht rechtsverbindlich. Eine rechtsverbindliche Auskunft ist lediglich auf Anfrage bei der Unteren Denkmalschutzbehörde der Stadt Heidelberg erhältlich.

## Allgemein
- Bild: Zeigt ein ausgewähltes Bild aus Commons, „Weitere Bilder“ verweist auf die Bilder im Medienarchiv Wikimedia Commons.
- Bezeichnung: Nennt den Namen, die Bezeichnung oder die Art des Kulturdenkmals.
- Lage: Straßenname und Hausnummer oder Flurstücknummer des Kulturdenkmals, gegebenenfalls auch den Ortsteil. Die Grundsortierung der Liste erfolgt nach dieser Adresse. Der Link (Karte) führt zu verschiedenen Kartendiensten mit der Position des Kulturdenkmals. Fehlt dieser Link, wurden die Koordinaten noch nicht eingetragen. Sind diese bekannt, können sie über ein Tool mit einer Kartenansicht einfach nachgetragen werden. In dieser Kartenansicht sind Kulturdenkmale ohne Koordinaten mit einem roten bzw. orangen Marker dargestellt und können durch Verschieben auf die richtige Position in der Karte mit Koordinaten versehen werden. Kulturdenkmale ohne Bild sind an einem blauen bzw. roten Marker erkennbar.
- Datierung: Baubeginn, Fertigstellung, Datum der Erstnennung oder grobe zeitliche Einordnung entsprechend des Eintrags in der zuständigen Denkmaldatenbank (Landesamt für Denkmalpflege Baden-Württemberg).
- Beschreibung: Kurzcharakteristik des Kulturdenkmals.

## Schlierbach – ehemaliges Fischerdorf, seit langem Stadtteil von Heidelberg
Schlierbach liegt etwa zwei Kilometer östlich der Heidelberger Altstadt am linken Neckarufer. Die Bebauung liegt im Kern am Austritt des südlich zum Neckar abfallenden Schlierbachtals aus dem Königstuhl und zieht sich westlich und östlich davon den steilen Hang des Berges hinauf.
Der Ort wurde 1245 erstmals urkundlich erwähnt und ist nach dem gleichnamigen Bach (v. mhd. slier – Lehm, Schlamm) benannt. Das ursprüngliche Fischer- und Schifferdorf wurde 1918 Standort der Orthopädischen Universitätsklinik. Heute zählt der Ort zu den gehobenen Wohngebieten Heidelbergs. Der Schloss-Wolfsbrunnenweg verbindet den Schlierbacher Wolfsbrunnen mit dem Heidelberger Schloss.

## Kulturdenkmale in Schlierbach
| Bild           | Bezeichnung                                                                       | Lage                                                        | Datierung                                          | Beschreibung | ID |
| -------------- | --------------------------------------------------------------------------------- | ----------------------------------------------------------- | -------------------------------------------------- | --- | -- |
| Weitere Bilder | Bahnwärterhaus                                                                    | Am Grünen Hag 22/2 (Karte)                                  | Um 1890                                            | Eingeschossiger Zweiflügelbau mit Sandsteinverkleidung unter Satteldach. errichtet für die Odenwaldbahn (eröffnet 1862). Einfaches Gebäude in Formen des Schweizerhaus-Stils. Geschützt nach § 2 DSchG |    |
| Weitere Bilder | Doppelwohnhaus mit Garten und Einfriedung                                         | Am Gutleuthofhang 1, Gutleuthofweg 4 (Karte)                | 1904/05                                            | Von Friedrich Scholl und Johann Remler für Scholl und seine Schwester errichtet. Völlige Trennung beider Bauhälften, auch in stilistischer Hinsicht. Geschützt nach § 2 DSchG |    |
| Weitere Bilder | Friedhofskapelle und Leichenhalle                                                 | Am Gutleuthofhang 10 (Karte)                                | 1955                                               | Vom Städtischen Hochbauamt nach Entwürfen von Heinrich Liedvogel errichtet. Es ist eine Aussegnungshalle für den hierhin verlegten Friedhof. Der kleine Glockenstuhl mit der Glocke ist von 1986. Geschützt nach § 2 DSchG |    |
|                | Villa mit Garten                                                                  | Am Rosenbusch 12 (Karte)                                    | 1933                                               | Erbaut von Martin Schnabel für Oswald Fuchs. Klar strukturierte zweigeschossige Fachwerkgiebel. Vom Heimatschutz geprägte Reformarchitektur und beeinflusst von der Arts-and-Crafts-Bewegung. Geschützt nach § 2 DSchG |    |
|                | Villa mit Park                                                                    | Am Schlierbachhang 39 (Karte)                               | 1913                                               | Franz Sales Kuhn erbaute diesen Sommersitz für Reimann aus Ludwigshafen. 1963 verändert und 1988 instandgesetzt. Geschützt nach § 2 DSchG |    |
|                | Gedenktafel                                                                       | Elisabethenweg (Karte)                                      |                                                    | Schwarze polierte Granittafel mit Inschrift, in einen Granitblock eingelassen. Erinnert an drei Heidelberg-Aufenthalte der Kaiserin Elisabeth von Österreich, nach der der Weg benannt ist. Geschützt nach § 2 DSchG |    |
|                | Schützenhaus                                                                      | Elisabethenweg 1 (Karte)                                    | 1860, 1904 Saalanbau                               | An alpenländischer Bautradition orientiertes Gebäude. Ein Zeugnis für die Vereinskultur des 19. Jahrhunderts. Geschützt nach § 2 DSchG |    |
|                | Villa mit Garten und Einfriedung                                                  | Gutleuthofweg 12 (Karte)                                    | 1906                                               | Von Jean Feil für J. Ruland in „altdeutschem“ Stil erbaut. Eine malerische Gesamtwirkung ist beabsichtigt. Geschützt nach § 2 DSchG |    |
|                | Wohnhaus                                                                          | Gutleuthofweg 14 (Karte)                                    | Um 1905                                            | Erbaut in vom Heimatschutz geprägter Reformarchitektur. 1994 instandgesetzt. Geschützt nach § 2 DSchG |    |
|                | Doppelwohnhaus                                                                    | Hafnergässchen 2, 4 (Karte)                                 | 18. Jahrhundert                                    | Putzbau unter Krüppelwalmdach, errichtet im 18. Jahrhundert. Nummer 4 diente 1808–1892 als evangelisches Schulhaus und Lehrerwohnung, zeitweilig als Leichenhalle und Ortsarrest genutzt. Tonnengewölbter Keller mit Rundbogenportal. Geschützt nach § 2 DSchG | BW |
|                | Umspannstation                                                                    | Hausackerweg, Schloss-Wolfsbrunnenweg (Karte)               | Frühes 20. Jahrhundert                             | Aufwendig gestaltetes Funktionsgebäude aus unverputztem Bruchstein. Geschützt nach § 2 DSchG |    |
|                | Villa mit Park und Einfriedung                                                    | Hausackerweg 6 (Karte)                                      | 1907                                               | Geschützt nach § 2 DSchG |    |
|                | Doppelwohnhaus mit Vorgarten und Einfriedung                                      | Hausackerweg 9, 11 (Karte)                                  | 1898/99                                            | Geschützt nach § 2 DSchG |    |
|                | Villa mit Park und Einfriedung                                                    | Hausackerweg 10 (Karte)                                     | 1902                                               | Geschützt nach § 2 DSchG |    |
|                | Doppelwohnhaus mit Vorgarten und Einfriedung                                      | Hausackerweg 13, 15 (Karte)                                 | 1900                                               | Geschützt nach § 2 DSchG |    |
|                | Villa mit Park und Einfriedung                                                    | Hausackerweg 14 (Karte)                                     | 1902                                               | Geschützt nach § 2 DSchG |    |
|                | Villa mit Garten und Teilen der Einfriedung                                       | Hausackerweg 16 (Karte)                                     | 1906,                                              | Geschützt nach § 2 DSchG |    |
|                | Villa mit Remise, Garten, Hangstützmauer und Einfriedung                          | Hausackerweg 20 (Karte)                                     | 1905, 1919 Umbau                                   | Geschützt nach § 2 DSchG |    |
|                | Villa mit Garten und Einfriedung                                                  | Hausackerweg 22 (Karte)                                     | 1902                                               | Geschützt nach § 2 DSchG |    |
|                | Gartenhaus mit Grottenanlage und Wasserbassin                                     | Hausackerweg 26a (Karte)                                    | 1920er Jahre                                       | Geschützt nach § 2 DSchG |    |
|                | Villa mit Garten und Einfriedung                                                  | Hermann-Löns-Weg 8 (Karte)                                  | 1907                                               | Geschützt nach § 2 DSchG |    |
|                | Villa mit Pergola, Garten und Einfriedung                                         | Hermann-Löns-Weg 10 (Karte)                                 | 1907                                               | Geschützt nach § 2 DSchG |    |
|                | Villa mit Garten und Einfriedung                                                  | Hermann-Löns-Weg 20 (Karte)                                 | 1910                                               | Geschützt nach § 2 DSchG |    |
|                | Villa mit Garten und Einfriedung                                                  | Hermann-Löns-Weg 22 (Karte)                                 | 1913                                               | Geschützt nach § 2 DSchG |    |
|                | Villa mit Garten und Einfriedung                                                  | Im Höllengrund 1 (Karte)                                    | 1910                                               | Geschützt nach § 2 DSchG |    |
|                | Villa mit Teilen der Gartenausstattung                                            | Im Höllengrund 4 (Karte)                                    | 1910                                               | Geschützt nach § 2 DSchG |    |
| Weitere Bilder | Bahnhof                                                                           | In der Aue 2 (Karte)                                        | 1889/90                                            | Empfangsgebäude des Bahnhofs Schlierbach-Ziegelhausen mit Packgebäude Geschützt nach § 2 DSchG |    |
|                | Villa                                                                             | In der Aue 4 (Karte)                                        | 1902                                               | Anfänglich privat genutzt, dann bis 1943 Parteiheim der NSDAP und HJ, später als Hotel „Neckarschlössl“ betrieben. Nach Sanierung im Jahre 1994 (bis 2004) Sitz der Dr. Rainer Wild-Stiftung. Geschützt nach § 2 DSchG |    |
|                | Wohnhaus                                                                          | In der Aue 28a (Karte)                                      | 1616, 1829 Umbau                                   | Geschützt nach § 2 DSchG |    |
|                | Wohnhaus mit Garten, Pergolen und Einfriedung                                     | In der Unteren Rombach 4 (Karte)                            | 1925/26                                            | Geschützt nach § 2 DSchG |    |
|                | Sommerhaus mit Garten                                                             | Jettaweg 8 (Karte)                                          | 1924                                               | Das Haus existiert nicht mehr. Geschützt nach § 2 DSchG |    |
|                | Brunnenstube mit Brunnen                                                          | Rombachweg (Karte)                                          |                                                    | Geschützt nach § 2 DSchG |    |
|                | Villa mit Garten, Garage und Einfriedung                                          | Rombachweg 11 (Karte)                                       | 1909                                               | Geschützt nach § 2 DSchG | BW |
|                | Wegkreuz mit Korpus                                                               | Schlierbacher Landstraße/Abzweig Wolfsbrunnensteige (Karte) | 1788                                               | annähernd lebensgroßem Korpus am Kreuz auf barockem Sandsteinpostament mit Inschrift, ursprünglicher Standort bis 1910 vor dem Prestinarischen Haus am Karlstor Geschützt nach § 2 DSchG |    |
| Weitere Bilder | Volksschule                                                                       | Schlierbacher Landstraße 23 (Karte)                         | 1890–1892                                          | Mit Schulhof und Einfriedung Geschützt nach § 2 DSchG |    |
|                | Gasthaus Zum Güldenen Löwen, später Kleinkinderschule, mit Garten und Einfriedung | Schlierbacher Landstraße 130 (Karte)                        | 1724, 1860 Umbau                                   | Geschützt nach § 2 DSchG |    |
|                | Wohnhaus                                                                          | Schlierbacher Landstraße 132 (Karte)                        | 1909                                               | Geschützt nach § 2 DSchG |    |
| Weitere Bilder | Gasthof                                                                           | Schlierbacher Landstraße 136, 136a (Karte)                  | 1736, 1903 Erweiterungsbau                         | Gasthof mit Saalbau, Kegelbahn, Außenanlagen und Einfriedung Geschützt nach § 2 DSchG |    |
| Weitere Bilder | Gutleuthofkapelle St. Laurentius                                                  | Schlierbacher Landstraße 172 (Karte)                        | 1430                                               | Geschützt nach § 2 DSchG |    |
| Weitere Bilder | Klinik mit Kapelle und Außenanlagen                                               | Schlierbacher Landstraße 200a (Karte)                       | 1922, 1928–1930 Wielandheim                        | Geschützt nach § 2 DSchG |    |
|                | Bahnwärterhaus mit Nebengebäude                                                   | Schlierbacher Landstraße 208, Ingenieurweg (Karte)          | Um 1890                                            | Geschützt nach § 2 DSchG |    |
|                | Villa mit Garten und Einfriedung                                                  | Schloss-Wolfsbrunnenweg 5 (Karte)                           | 1875/76                                            | Direktionsvilla des ehemaligen Hotels Bellevue Geschützt nach § 2 DSchG |    |
|                | Villa mit Garten und Einfriedung                                                  | Schloss-Wolfsbrunnenweg 11 (Karte)                          | 1908                                               | Villa Hüttenmüller in der später Hermann Schmitz lebte. Geschützt nach § 2 DSchG | BW |
|                | Villa mit Garten                                                                  | Schloss-Wolfsbrunnenweg 17 (Karte)                          | 1906, 1910 Aufstockung                             | Ab Ende der 1920er Jahre bis 1934 wohnte Wilhelm Salomon-Calvi in der Villa. Geschützt nach § 2 DSchG |    |
|                | Haus Bergfried                                                                    | Schloss-Wolfsbrunnenweg 23 (Karte)                          | 1910                                               | Mit Garten und Einfriedung: Villa Gutermann, heute Parkhotel Atlantic Geschützt nach § 2 DSchG |    |
|                | Villa mit Park und Mausoleum                                                      | Schloss-Wolfsbrunnenweg 29 (Karte)                          | 1908/09                                            | Villa Schmeil, seit 2003 Sitz des Helm Stierlin Instituts Geschützt nach § 2 DSchG |    |
| Weitere Bilder | Villa Bosch                                                                       | Schloss-Wolfsbrunnenweg 31, 33, 33a, 46 (Karte)             | 1922                                               | Villa mit Garten und Nebengebäuden, Wohnbauten, Garagenbau, Park und Einfriedung; seit 1994 im Besitz von Klaus Tschira und Sitz seiner Stiftung Geschützt nach § 2 DSchG |    |
|                | ehem. Pension mit Gartenpavillon                                                  | Schloss-Wolfsbrunnenweg 32 (Karte)                          | 1907, ab 1930 mit Pavillon                         | 1907 als Ausflugslokal „Bergcafé“ und Pension von Karl Zindel errichtet. An der Giebelfront mit Holzbalkonen im Landhausstil verziert. An der Straßenfront Hangstützmauer aus heimischem Neckartäler Sandstein. Heute Wohnhaus. Geschützt nach § 2 DSchG |    |
|                | Villa Reiner                                                                      | Schloss-Wolfsbrunnenweg 35, 35a, (Karte)                    | 1916                                               | Villa mit Chauffeurshaus und Park mit Einfriedung Geschützt nach § 2 DSchG |    |
|                | Villa mit Garten und Einfriedung                                                  | Schloss-Wolfsbrunnenweg 42 (Karte)                          | 1904                                               | Geschützt nach § 2 DSchG |    |
|                | Wohnhaus mit Garten                                                               | Schloss-Wolfsbrunnenweg 47 (Karte)                          | 1923                                               | Geschützt nach § 2 DSchG |    |
|                | Villa mit Garten, Gartenpavillon und Einfriedung                                  | Schloss-Wolfsbrunnenweg 48 (Karte)                          | 1910                                               | ehemalige Villa Friedländer Geschützt nach § 2 DSchG |    |
|                | Villa mit Garten und Einfriedung                                                  | Schloss-Wolfsbrunnenweg 49 (Karte)                          | 1924                                               | Geschützt nach § 2 DSchG |    |
|                | Villa Speer                                                                       | Schloss-Wolfsbrunnenweg 50 (Karte)                          | 1910                                               | Villa mit Bunker, Garage, Garten und Einfriedung Geschützt nach § 2 DSchG |    |
|                | Villa mit Garten und Einfriedung                                                  | Schloss-Wolfsbrunnenweg 54 (Karte)                          | 1905                                               | Geschützt nach § 2 DSchG |    |
|                | Villa mit Garten und Einfriedung                                                  | Schmeilweg 3 (Karte)                                        | 1908/09                                            | Geschützt nach § 2 DSchG |    |
|                | Villa mit Garten und Fußgängersteg                                                | Valerieweg 2 (Karte)                                        | 1898                                               | Geschützt nach § 2 DSchG |    |
|                | Bahnwärterhaus                                                                    | Wolfsbrunnensteige 2 (Karte)                                | Um 1890                                            | Geschützt nach § 2 DSchG |    |
| Weitere Bilder | Evangelische Bergkirche mit Vorplätzen                                            | Wolfsbrunnensteige 7 (Karte)                                | 1908–1910                                          | Späthistoristischer Kirchenbau mit Satteldach und Glockenturm, von Hermann Behaghel in Anlehnung an romanische Bauformen errichtet. 1953 und 1965 modernisierende Innenumbauten, 1975 teilweise Rückführung auf den Vorzustand. Geschützt nach § 2 DSchG |    |
|                | Wohnhaus                                                                          | Wolfsbrunnensteige 10 (Karte)                               | Anfang 19. Jahrhundert und Ende 19. Jahrhundert    | Geschützt nach § 2 DSchG |    |
|                | Mühlgehöft                                                                        | Wolfsbrunnensteige 13 (Karte)                               | Im Kern 15./16. Jahrhundert, 19. Jahrhundert Anbau | Geschützt nach § 2 DSchG |    |
| Weitere Bilder | Pfarrkirche St. Laurentius                                                        | Wolfsbrunnensteige 14 (Karte)                               | 1900/01                                            | Katholische Pfarrkirche St. Laurentius und Schwesternhaus. Die neugotische Saalkirche wurde 1901 nach Plänen von Ludwig Maier errichtet. Geschützt nach § 2 DSchG |    |
| Weitere Bilder | Wolfsbrunnen                                                                      | Wolfsbrunnensteige 15, Am Schlierbachhang (Karte)           | 1550                                               | Bestehend aus Quellfassungen, Zuleitungssystemen, Brunnenstuben, Waldterrasse und Wiesental und dem ehemaligen Lusthaus, später Gasthaus, mit Eiskeller und Schuppen, Nepomuk-Statue, Zarenstein und Wolfsfigur, Schautafel Geschützt nach § 2 DSchG |    |
|                | Villa mit Garage, Garten und Einfriedung                                          | Wolfsbrunnensteige 18 (Karte)                               | 1929/30                                            | Erbaut von der IG Farben für ihren Direktor Wilhelm Gaus. Im 2. Weltkrieg diente die Villa als Erholungsheim der Reichspost. Im Jahr 1945 wurde die Villa beschlagnahmt und diente dem Chief of Staff als Wohnhaus. Nach dem Attentat vom 15. September 1981 auf Frederick J. Kroesen wurde die Villa von den US-Amerikanern aufgegeben. Geschützt nach § 2 DSchG | BW |
|                | Stollensystem (Schlierbacher Heidenloch)                                          | Wolfsbrunnensteige 20 (Karte)                               | vermutlich 17. Jh.                                 | Gewölbtes Gangsystem unbekannter Entstehungszeit, heute verfallenen und zugemauert Geschützt nach § 2 DSchG | BW |
|                | Wildererkreuz                                                                     | Wald (Karte)                                                |                                                    | Beschriftetes Steinkreuz | BW |